# Tel Te'omim
Tel Te'omim (hebreiska: תל תאומים) är en höjd i Israel.   Den ligger i distriktet Norra distriktet, i den nordöstra delen av landet.
Terrängen runt Tel Te'omim är platt åt nordost, men åt sydväst är den kuperad. Terrängen runt Tel Te'omim sluttar österut. Runt Tel Te'omim är det ganska tätbefolkat, med 239 invånare per kvadratkilometer. Närmaste större samhälle är Bet She'an, 6,1 km norr om Tel Te'omim. Trakten runt Tel Te'omim består till största delen av jordbruksmark.